# كلية ألما
كلية ألما [[إنج|Alma College]] هي كلية فنون ليبرالية خاصة في ألما، ميشيغان. يدرس فيها حوالي 1400 طالب، وهي معتمدة من قبل لجنة التعليم العالي. وهي تابعة للكنيسة المشيخية (الولايات المتحدة الأمريكية).
تقدم كلية ألما خمس درجات (بكالوريوس الآداب، وبكالوريوس العلوم، وبكالوريوس الموسيقى، وبكالوريوس الفنون الجميلة، وبكالوريوس العلوم في التمريض) في 41 تخصصًا. البرامج الأكاديمية التي يتخرج منها عادة معظم الطلاب هي إدارة الأعمال، علم الأحياء، علم النفس، علم وظائف الأعضاء التكاملي وعلوم الصحة، التعليم، اللغة الإنجليزية، والتاريخ. يشجع الطلاب على المشاركة في تعلم الخدمة ودراسة الفرص المتاحة في الخارج لتعزيز التعلم في الفصول الدراسية.

## التاريخ

### الرؤساء
خدم الأشخاص الثلاثة عشر التالية أسماؤهم رؤساء للكلية منذ إنشائها وحتى الوقت الحالي. عندما لا تتداخل السنوات، كانت هناك فجوة مدتها بضعة أشهر بين بعض الرؤساء بحثا عن مرشح مناسب.
- جورج ف. هنتنج (1887-1891)
- أوغست بروسك (1891-1912)
- توماس بلايسديل (1912-1915)
- هاري م. كروكس (1915-1937)
- جون ويرت دانينغ (1938-1942)
- روي و. هاميلتون (1943-1946)
- ديل ويلش (1947-1950)
- ستانلي هاركر (1950-1956)
- روبرت سوانسون (1956-1980)
- أوسكار ريميك (1980-1987)
- آلان ستون (1988-2000)
- سوندا تريسي (2001-2010)
- جيف أبيرناثي (2010 حتى الآن)

## الحرم الجامعي

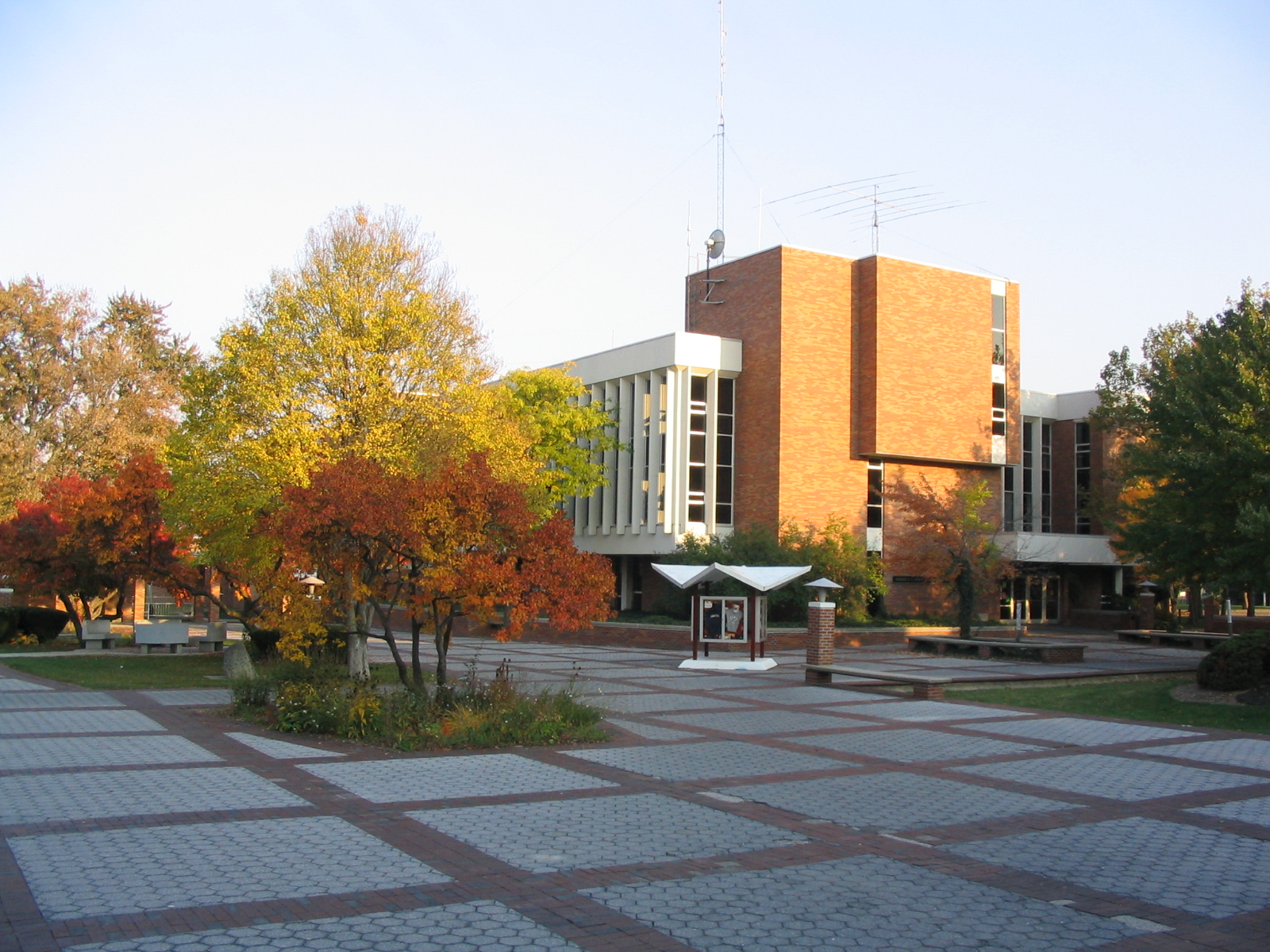
مول ماكنتير مع مركز سونسون الأكاديمي في الخلفية

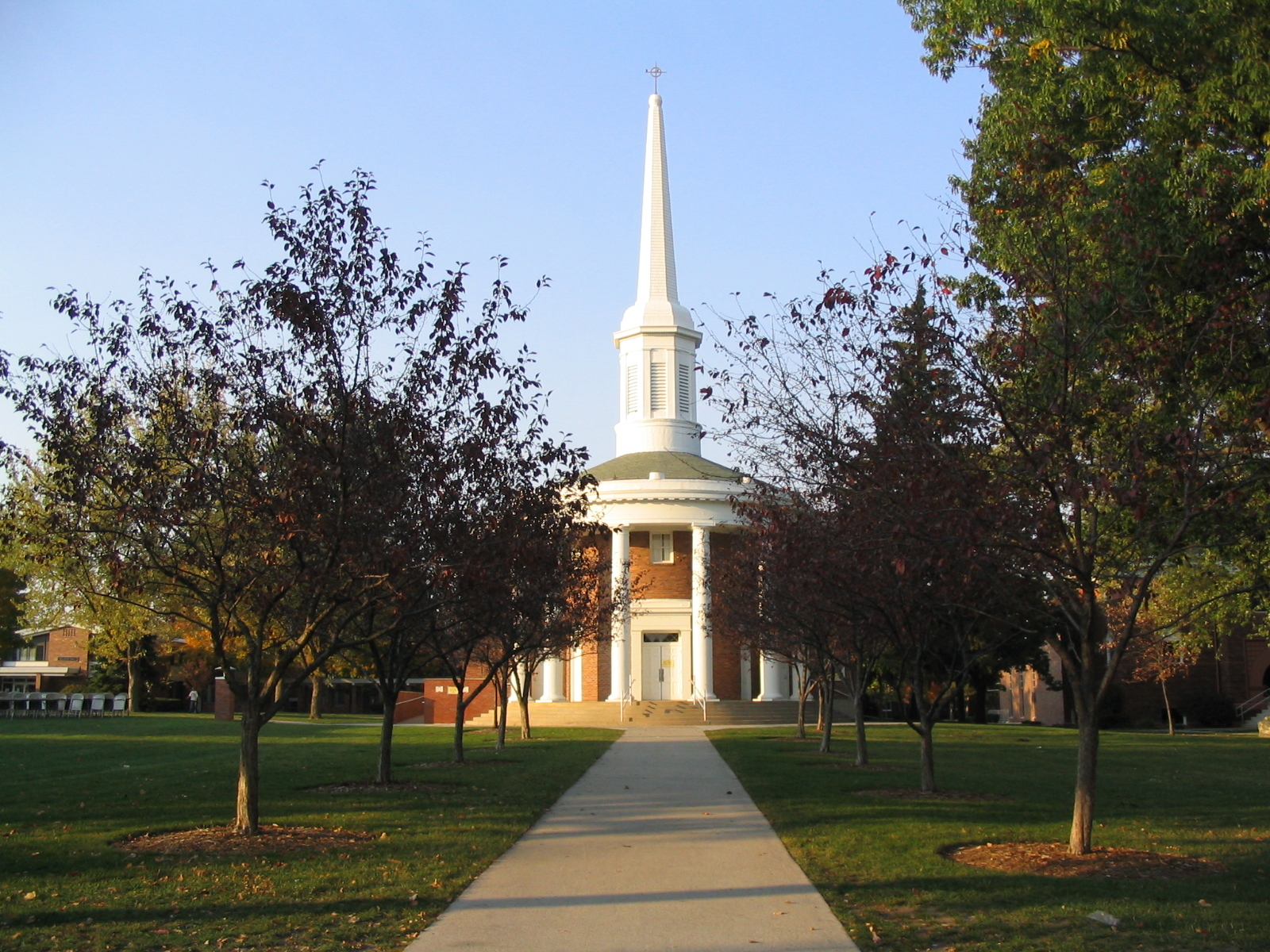
كنيسة دونينج التذكارية

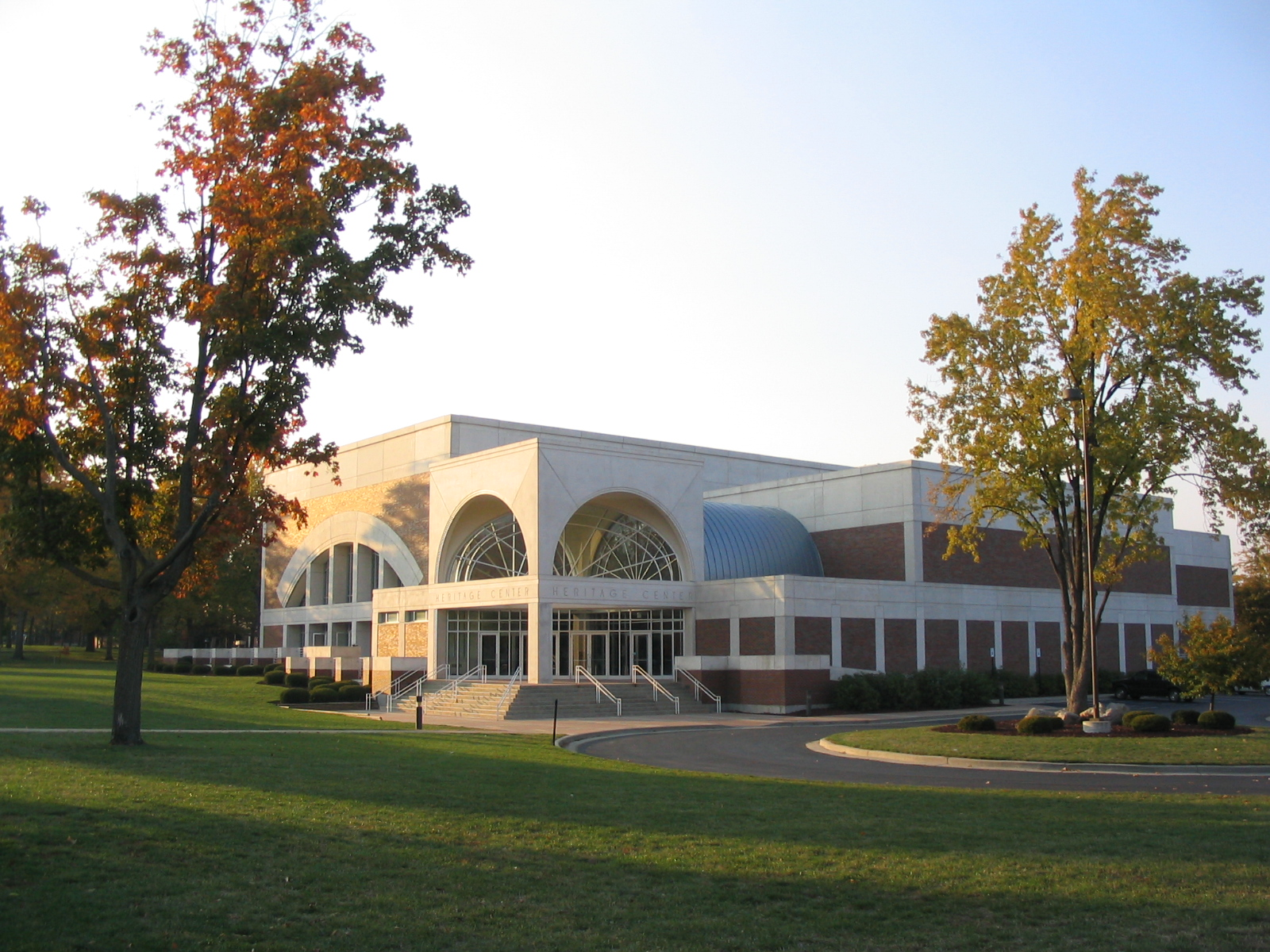
مركز أوسكار إي ريميك للتراث

تقع كلية ألما في محيط بلدة صغيرة، حيث تضم مدينة ألما أقل بقليل من 10000 نسمة. تتمحور مبانيها الأكاديمية الأساسية المبنية على شكل قرميد أحمر حول ميدان كبير، يقع بجانبه مول ماكنتير غرب هذا المركز التجاري هو كنيسة دنينج التذكارية الخلابة. تقع معظم المباني في الحرم الجامعي الشمالي، أي المنطقة الواقعة في شمال شارع سوبريور. وتشمل المساكن الرئيسية، وكذلك المباني الحياتية الأكاديمية والحياة الطلابية. جنوب الحرم الجامعي هو موطن لمساكن على طراز الأجنحة («مساكن جديدة»، سميت لأنها بنيت في وقت لاحق وذلك عام 1960م، من المساكن في الحرم الجامعي الشمالي)، وكذلك رايت هول وهي قاعة جديدة صديقة للبيئة، افتتحت عام 2005م. جنوب الحرم الجامعي هو أيضا موطن «صف الأخوة» (شارع الوسط) و«نادي نسائي الصف» (شارع العليا)، فضلا عن العديد من المنازل الأخرى. بني أكثر من 50% من المباني في حرم ألما (1956-1980) لروبرت د. سوانسون، وبعدها سمي المبنى الأكاديمي الرئيسي. تشمل الإضافات الحديثة إلى الحرم الجامعي مركز ألان جيه ستون الترفيهي في عام 2001م، ومركز أوسكار إي ريميك للتراث في عام 2000م، وجناح مكتبة كولينا في عام 2006م،  ومركز هوجان للتربية البدنية.
بالإضافة إلى الحرم الجامعي الرئيسي، تمتلك الكلية أيضًا مساحة 180 أكر (0.73 كـم2) وهي منطقة بحث بيئي تحتوي على غابات، مستنقع صفصاف، مستنقع سبانجنوم، وبحيرة غلاية جليدية، مع مرفق بحث كامل ومرصد الطيور، وتقع في فيستابورغ، على بعد حوالي 15 ميل (24 كـم) إلى الغرب من ألما.

## خريجون بارزون

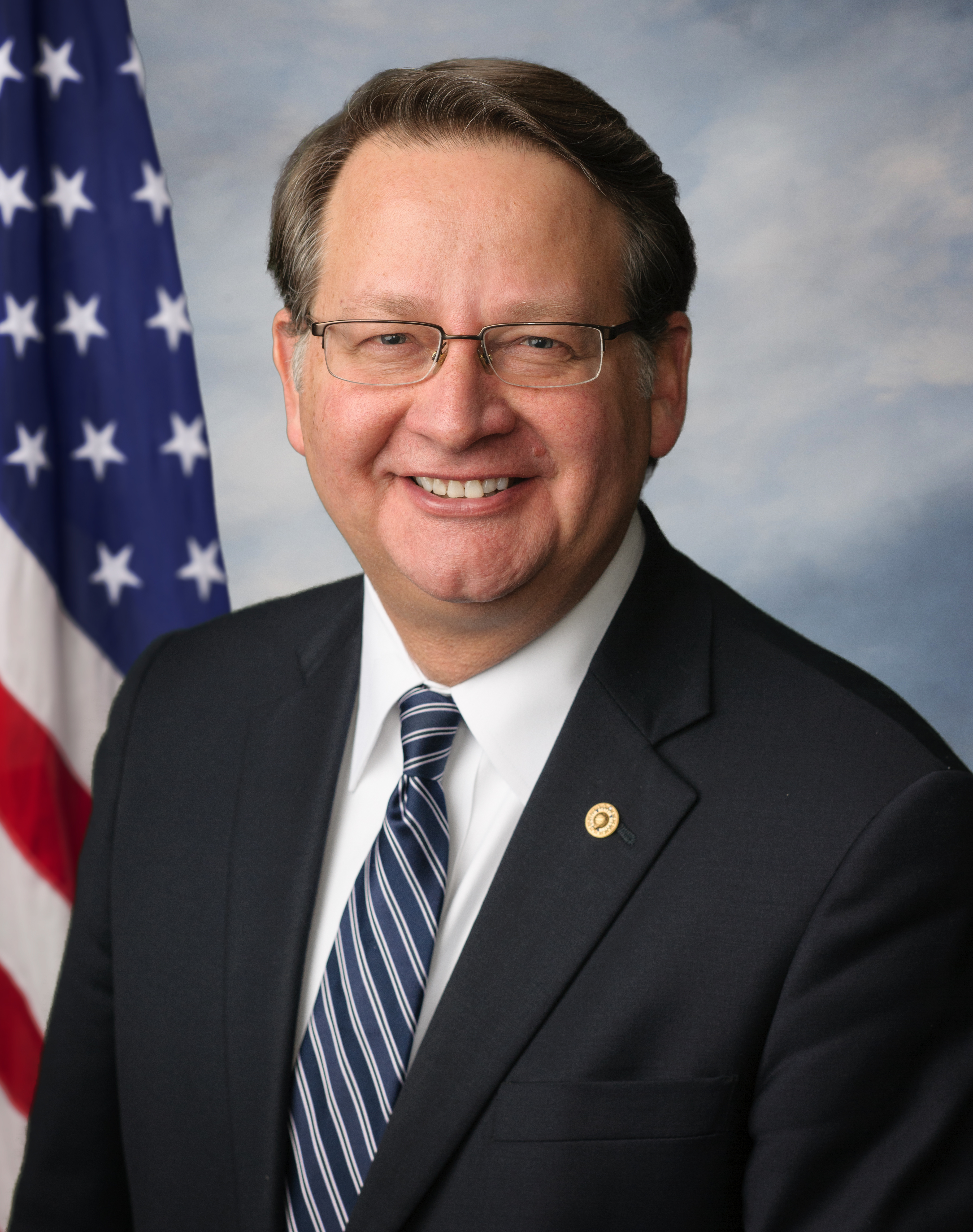
غاري بيترز

- جورج ألين (1918م-1990م)، مدرب اتحاد كرة القدم الأميركي الذي انضم إلى قاعة مشاهير المحترفين لكرة القدم
- جيك بوس (مواليد 1971م)، لاعب ومدرب بيسبول (نسا)، مدرب رئيسي في جامعة ولاية ميشيغان
- بوب بروس (مواليد 1933م)، إبريق دوري البيسبول الرئيسي من 1959م-1967م
- بول هيل بروسكي (1877م-1956م)، كاتب وصحفي ومدير إعلانات ورياضي
- ويليام سكينر كوبر (1884م-1978م)، عالم النبات وعلم البيئة؛ الرئيس السابق للجمعية البيئية الأمريكية وأكاديمية مينيسوتا للعلوم
- جيم دانيلز (مواليد 1956م)، شاعر وكاتب
- بوب ديفاني (1915م–1997م)، لاعب كرة قدم الرابطة الوطنية لرياضة الجامعات، ومدرب نبراسكا في كلية مشاهير كرة القدم في الكلية
- براد غويغار (مواليد 1969م)، رسام كاريكاتير
- جنيفر هاسي (مواليد 1974م)، سياسي
- فرانك نوكس (1874م-1944م)، محرر صحيفة وناشر؛ السكرتير السابق للبحرية ومرشح الحزب الجمهوري لمنصب نائب الرئيس
- بيتي محمودي (من مواليد 1945م)، كاتبة وناشطة، مؤلفة كتاب «بدون بدون ابنتي»
- جيم نورثروب (1939م-2011م)، لاعب م إل بي، ديترويت تايجرز
- غاري بيترز (مواليد 1958م)، سياسي، حاليًا عضو في مجلس الشيوخ الأمريكي
- دان سكريبس، سياسي سابق ورئيس مجلس أعمال الابتكار في ميشيغان للطاقة (1887م–1961م)، عالم النبات والرائد في علم الوراثة الخلوية
- توم شو (1945م-2014م)، أسقف ماساتشوستس الخامس عشر
- ديني ستولز (مواليد 1934م)، لاعب كرة قدم وناكا
- كلود واتسون (1885م-1978م)، محام ورجل أعمال ووزير؛ زعيم حركة الاعتدال واثنين من المرشحين لحظر حظر الحزب

## روابط خارجية
- الموقع الرسمي
- الموقع الرسمي لألعاب القوى